# Дієго Гонсалес Ольгін
Дієго Гонсалес Ольгін (ісп. Diego González Holguín; 1560, Естремадура, Іспанія — 1618, Ліма) — іспанський священник, єзуїт, лінгвіст-дослідник мови кечуа колоніальної епохи Перу.
Місіонером прибув до Перу в 1581 році й чверть століття вивчав мову індіанців кечуа в місті Куско. У 1607 році він опублікував у Лімі свою Граматику та мистецтво спільної мови Перу і через рік видав Лексику загальної мови всього Перу, перший словник діалекту куско мови кечуа.

## Життєпис
Батьки Дієго Гонсалеса не згадуються в хроніках, проте, він належав до найзнатніших родин іспанського міста Касереса (Cáceres) — Обандо, Соліс (los Solís), Ольгіни (los Holguines) або Гольфіни (Golfines), войовничих та багатих сеньйорів Естремадури. У нього було три брати: Педро Гонсалес, знаменитий проповідник у Кастилії; Генерал Гонсало де Соліс, губернатор в Санта-Крусі де ла Сьєрра (в Чаркас), та Дон Антоніо Гонсалес, який був Верховним Головою Ради Індій з 1584 по 1602 року і Оідором Аудієнції Нової Гранади. Брат Гонсало де Соліс іменувався як Гонсало де Соліс де Ольгін-і-Бесерра. Також він був родичем Дона Хуана де Овандо, президента Ради Індій. З естромадурських генеалогічних відомостей можна зробити висновок, що його гілка йшла від Дона Дієго Гонсалес Мехіа, сеньйора Лоріана, і Доньї Марії де Овандо, сестри знаменитого індіанського губернатора Дона Ніколаса де Овандо, Командора Ларес і великого сеньйора доби Католицьких королів.
Син Соліс-Овандо дуже молодим був посланий до Двору під протекцією свого родича ліценціата Дона Хуана де Овандо . Він рекомендував його на навчання до Університету Алькала-де-Енарес, де майбутній лінгвіст отримав стипендію та був навчений класичним та східним мовами. Також він мав вивчати там біблійні тексти, ставши згодом видатним знавцем Біблії. З Алькала Дієго перейшов до Інституту Лойоли, куди був прийнятий в 1569 році Головою ордена провінції Кастилія панотцем Мануелем Лопесом.
У 1581 році була організована єзуїтська місія для відправлення до Перу, довірена панотцю Бальтасару де Піньясу, прокуратору перуанської провінції. Разом з ним у подорож вирушили також послушники ченці Лудовіко Бертоніо, Санто Торі та Дієго де Торрес Больо. За безпосередньої участі останнього в 1603 році була видана перша та єдина в історії католицької церкви Папська булла не латиною, а мовою кечуа. Всі знамениті лінгвісти, які вивчали індіанські мови кечуа і аймара.
Спочатку місцем призначення Дієго Гонсалеса Ольгіна було місто Куско, потім його перевели в Хулі, де він працював разом із Лудовико Бертоніо, який готував першу граматику та словник аймарської мови. Там він прожив до 1586 року, після чого був переведений до Кіто — центру розвитку мови Чинчасуйу. У Кіто він пробув чотири роки. У Південне Перу Ольгін повернувся в 1600 році, щоб обійняти посаду ректора Товариства в Чукісаку (Chuquisaca), після чого був призначений Главою Резиденції в Хулі (Juli), де перебував аж до 1607 року, коли панотець Дієго де Торрес Больо перевів його в Провінцію Парагвай, щоб заснувати Дім Товариства Ісуса . У цей момент у Лімі побачили світ дві його знамениті роботи Граматика та Лексика . У Парагваї Дієго Гонсалес Ольгін обіймав посаду Головного Комісара Інквізиції та захисника індіанців проти ревізора Франсіска Альфаро. З Парагваю Дієго перебрався до Чилі, де відомо, що Ольгін виступив за скасування примусової праці індіанців і запропонував разом з панотцем Дієго де Торрес Больйо, щоб Товариство звільнило всіх пригноблених. У 1615 році він пішов за панотцем Торресом Больо до складу Ректорату Коледжу Асунсьйона до тих пір, поки той не послав його в Резиденцію Мендоси як його Главу, де й помер Дієго Гонсалес Ольгін у 1618 році.

## Праці
Відомо чотири його наукові праці. Два — теологічного характеру:
- «Tratado sobre los privilegios de los indios», під редакцією Франсіско дель Канто, 1608,
- «Pláticas sobre las Reglas de la Compañía» невиданий манускрипт, що зберігається в Бібліотеці Ліми .

І дві лінгвістичні роботи:
- «Gramática y arte de la lengua general del Perú anomena Qquichua o lengua del Inca» (Lima, 1607)
- «Vocabulario de la lengua general del Perú anomenat Qquichua o del Inca» (Lima, 1608)